# Bezirksreformen in Österreich
Der Artikel Bezirksreformen in Österreich erfasst die seit dem Bestehen der Bezirkshauptmannschaften in heutiger Form, also 1868, für das Burgenland 1922, durchgeführten Gebietsreformen auf der Bezirksebene, also der Statutarstädte und politischen Bezirke im Gebiet des heutigen Österreichs, sowie der nicht mehr zu Österreich gehörenden Teile der ehemaligen Kronländer Tirol, Steiermark, Kärnten und Niederösterreich. Daneben werden auch Umgliederungen von Gemeinden und Ortschaften in andere Bezirke dargestellt, jedoch nicht bloße Umgliederungen einzelner Grundstücke, auch wenn diese im Gesetzblatt veröffentlicht werden. Bei jedem Land wird in einer Liste gezeigt, wann und wie sich die Anzahl der Statutarstädte und Bezirke geändert hat (nur in den Text, jedoch nicht in die Tabellen aufgenommen wurden die zumeist nur provisorisch durchgeführten Angliederungen während der deutschen Besatzung, die die Bezirksgliederung nicht nachhaltig beeinflusst haben). Die Länder sind im geographischen Sinne zu verstehen, die Listen und Tabellen umfassen also die vormaligen Kronländer, die Bundesländer der ersten und zweiten Republik sowie die Reichsgaue zur Zeit der deutschen Besatzung.
Bei den Begriffen wie Eingliederung oder Vergrößerung wird nicht auf die rechtliche Situation, sondern auf die allgemein übliche Regelung verwiesen. Oftmals handelt es sich um Zusammenschlüsse, die aber dennoch von der Mehrheit der Bevölkerung, auch im eingegliederten Bezirk, nicht so verstanden werden. Deshalb ist hier der Fortbestand oder die Neuvergabe des/eines Namens das entscheidende Kriterium. Die rechtliche Regelung, ob es sich um einen Zusammenschluss oder um eine Eingliederung/Eingemeindung handelt oder gehandelt hat, ist nur unmittelbar wichtig. Schon nach wenigen Jahren ist sie bedeutungslos. Es wird auf spezielle Artikel verwiesen, in denen weitere Informationen nachgelesen werden können.
Teilweise (vor allem im Zusammenhang mit Gebietsveränderungen nach Kriegen) kam es vor, dass die faktischen Veränderung (Übernahme der Verwaltung durch andere Behörde) nicht gleichzeitig mit der rechtlichen Veränderung erfolgte. Soweit dies belegbar ist, werden beide Daten genannt, die zeitliche Gliederung erfolgt jedoch nach der faktischen Veränderung.

## Burgenland
- 1924, 28. Oktober:

Vergrößerung
- der Statutarstadt Eisenstadt um die Gemeinde Eisenstadt-Schloszgrund aus dem Bezirk Eisenstadt

- 1924

Umbenennung
- des Bezirkes Mattersdorf in Mattersburg

- 1938, 11. August:

Vergrößerung
- der Statutarstadt Eisenstadt um die Gemeinden Oberberg-Eisenstadt und Unterberg-Eisenstadt aus dem Bezirk Eisenstadt

- 1938, 30. September:

Vergrößerung
- der Statutarstadt Eisenstadt um die Gemeinden Kleinhöflein im Burgenland und St. Georgen am Leithagebirge aus dem Bezirk Eisenstadt

- 1938, 15. Oktober:

Auflösung des Landes Burgenland
Auflösung
- der Statutarstädte Eisenstadt und Rust, Angliederung an den Bezirk Eisenstadt
- des Bezirks Mattersburg, Angliederung an den Bezirk Eisenstadt sowie Wiener Neustadt (zu letzterem nur die Gemeinde Neudörfl), Land Niederösterreich
- des Bezirks Neusiedl am See, Angliederung an den Bezirk Bruck an der Leitha, Land Niederösterreich
- des Bezirks Güssing, Aufteilung auf die Bezirke Fürstenfeld, Land Steiermark, und Oberwart (zu letzterem die Gemeinden Deutsch-Schützen, Edlitz im Burgenland, Eisenberg an der Pinka, Harmisch, Höll, St. Kathrein im Burgenland und Kirchfidisch)
- des Bezirks Jennersdorf, Aufteilung auf die Bezirke Feldbach und Fürstenfeld, beide Land Steiermark

Umgliederung
- der Bezirke Eisenstadt und Oberpullendorf (welcher gleichzeitig um Gebiete, die schon bisher zu Niederösterreich gehörten, erweitert wurde, siehe dort) nach Niederösterreich
- des Bezirks Oberwart in die Steiermark

- 1945, 1. Oktober:

Wiedererrichtung des Landes Burgenland
Rückgliederung
- der Statutarstädte Eisenstadt und Rust sowie des Bezirks Eisenstadt und des Großteils des Bezirks Oberpullendorf aus Niederösterreich
- des Bezirks Oberwart aus der Steiermark

Wiedererrichtung
- des Bezirks Güssing aus Gemeinden des Bezirks Fürstenfeld, Steiermark
- des Bezirks Jennersdorf aus Gemeinden des Bezirks Fürstenfeld und des Bezirks Feldbach, Steiermark
- des Bezirks Mattersburg aus Gemeinden des Bezirks Eisenstadt-Umgebung und des Bezirks Wiener Neustadt, Niederösterreich
- des Bezirks Neusiedl am See aus Gemeinden des Bezirks Bruck an der Leitha, Niederösterreich

- 1949, 22. Dezember:

Vergrößerung
- des Bezirkes Eisenstadt um die wieder errichteten Gemeinden Kleinhöflein im Burgenland und St. Georgen am Leithagebirge aus der Statutarstadt Eisenstadt

- 1950, 1. März:

Vergrößerung
- des Bezirkes Bezirks Neusiedl am See um die wieder errichtete Gemeinde Bruckneudorf des Bezirks Bruck an der Leitha, Niederösterreich

- 1924

Umbenennung
- des Bezirkes Eisenstadt in Eisenstadt-Umgebung

- 1971, 1. Jänner:

Vergrößerung
- der Statutarstadt Eisenstadt um die Gemeinden Kleinhöflein im Burgenland und St. Georgen am Leithagebirge des Bezirks Eisenstadt-Umgebung

| Datum           | Statutarstädte Anzahl | Bezirke Anzahl |
| --------------- | --------------------- | -------------- |
| 1922            | 2                     | 7              |
| Datum           | Statutarstädte Anzahl | Bezirke Anzahl |
| 1. Oktober 1945 | 2                     | 7              |
| heute           | 2                     | 7              |

## Kärnten
Das Land Kärnten gehört zur am 1. Mai 1945 wiedererrichteten Republik Österreich.
- 1893, 1. Jänner:

Vergrößerung
- der Statutarstadt Klagenfurt um Teile der Gemeinden St. Martin bei Klagenfurt, St. Peter bei Klagenfurt und St. Ruprecht bei Klagenfurt aus dem Bezirk Klagenfurt

- 1920, 16. Juli (de jure):

Verkleinerung
- des Bezirks Villach um die Gemeinden Grünwald, Goggau, Leopoldskirchen, Malborgeth, Pontafel (großteils), Raibl, Sanitz, Tarvis, Uggowitz (großteils) und Wolfsbach (Kanaltal, Gebietsverlust an Italien)
- des Bezirks Hermagor um Teile der Gemeinden Egg, Rattendorf und Tröpolach (Gebietsverlust an Italien)
- des Bezirks Völkermarkt um die Gemeinden Seeland, sowie Fettengupf, Köttelach, Markt Gutenstein, Prävali, St. Daniel ob Bleiburg und Schwarzenbach sowie Teile der Gemeinden Leifling, Loibach, Mieß und Vellach (Mießtal, Gebietsverlust an den SHS-Staat)
- des Bezirks Wolfsberg um die Gemeinde Unterdrauburg und Teile der Gemeinde Kienberg (Gebietsverlust an den SHS-Staat)

- 1925, 15. Dezember:

Vergrößerung
- des Bezirks Hermagor um die nach 1918 bei Österreich verbleibenden Teile der Gemeinde Pontafel, vormals Bezirk Villach, Angliederung an die Gemeinden Mitschig und Tröpolach

- 1932, 1. Jänner:

Neubildung
- der Statutarstadt Villach aus der Stadt Villach im Bezirk Villach

- 1932, 28. April:

Vergrößerung
- des Bezirks Hermagor um die nach 1918 bei Österreich verbleibenden Teile der Gemeinde Uggowitz, vormals Bezirk Villach, Angliederung an die Gemeinden Egg und Vorderberg

- 1938, 27. Juli:

Angliederung
- des Bezirks Lienz aus dem Land Tirol

- 1938, 15. Oktober:

Vergrößerung
- des Stadtkreises Klagenfurt um die Gemeinden Annabichl, St. Peter bei Klagenfurt und St. Martin bei Klagenfurt sowie Teile der Gemeinden Hörtendorf, Krumpendorf, Lendorf, Maria Wörth, St. Ruprecht bei Klagenfurt und Viktring aus dem Bezirk Klagenfurt

- 1941, 1. August, rückgängig gemacht 1945

Angliederung
- ehemals jugoslawischer Gebiete (CdZ-Gebiet Kärnten und Krain) mit den Landkreisen Krainburg, Radmannsdorf, Stein und Bischoflack sowie Vergrößerung der Landkreise Wolfsberg um Unterdrauburg und Völkermarkt um das Mießtal

- 1948, 1. Jänner:

Rückgliederung
- des Bezirks Lienz in das Land Tirol

- 1973, 1. Jänner:

Gebietsaustausch
- zwischen den Bezirken Klagenfurt-Land und Völkermarkt

Vergrößerung
- der Statutarstadt Klagenfurt um Teile von Gemeinden des Bezirks Klagenfurt-Land
- der Statutarstadt Villach um Gemeinden des Bezirks Villach-Land
- des Bezirks Sankt Veit an der Glan um Teile von Gemeinden des Bezirks Klagenfurt-Land und um Teile der Gemeinde Waisenberg des Bezirks Völkermarkt (Eingliederung in Brückl)
- des Bezirks Villach-Land um Teile der Gemeinde Molzbichl des Bezirks Spittal an der Drau (Eingliederung in Ferndorf) bei gleichzeitiger Abtretung von Gemeinden an die Statutarstadt Villach
- des Bezirks Wolfsberg um Teile der Gemeinde Pustritz des Bezirks Klagenfurt-Land (Eingliederung in St. Andrä)

- 1982, 1. Jänner:

Neubildung
- des Bezirks Feldkirchen aus Gemeinden des Bezirks Klagenfurt-Land

- 2008, 1. Februar:

Umbenennung
- der Statutarstadt Klagenfurt in Klagenfurt am Wörthersee

| Datum           | Statutarstädte Anzahl | Bezirke Anzahl |
| --------------- | --------------------- | -------------- |
| 31. August 1868 | 1                     | 7              |
| Datum           | Statutarstädte Anzahl | Bezirke Anzahl |
| 1. Jänner 1932  | 2                     | 7              |
| Datum           | Stadtbezirke Anzahl   | Bezirke Anzahl |
| 27. Juli 1938   | 2                     | 8 (7)          |
| Datum           | Statutarstädte Anzahl | Bezirke Anzahl |
| 1. Mai 1945     | 2                     | 8 (7)          |
| 1. Jänner 1948  | 2                     | 7              |
| 1. Jänner 1982  | 2                     | 8              |
| heute           | 2                     | 8              |

In Klammern die Bezirke im heutigen Kärnten

## Niederösterreich
Das Land Niederösterreich gehört zur am 1. Mai 1945 wiedererrichteten Republik Österreich.
In Niederösterreich heißen die politischen Bezirke Verwaltungsbezirke.
- 1869, 7. Februar:

Neuerrichtung
- der Statutarstadt Waidhofen an der Ybbs aus der gleichnamigen Stadt im Bezirk Amstetten

- 1870, 20. Oktober:

Vergrößerung
- des Bezirks Horn um die Gemeinden Grafenberg, Klein-Reinprechtsdorf, Wartberg und Stoitzendorf aus dem Bezirk Oberhollabrunn
- des Bezirks Krems um die Gemeinden Straß, Eßlarn und Willendorf aus dem Bezirk Oberhollabrunn
- des Bezirks Mistelbach um die Gemeinde Neubau aus dem Bezirk Korneuburg
- des Bezirks Sechshaus um die Gemeinde Inzersdorf am Wienerberge aus dem Bezirk Baden

- 1875, 20. November:

Vergrößerung
- des Bezirks Mistelbach um die Gemeinde Ernstbrunn aus dem Bezirk Korneuburg
- des Bezirks Krems um die Gemeinde Diendorf aus dem Bezirk Oberhollabrunn

- 1876, 1. November:

Vergrößerung
- des Bezirks Oberhollabrunn um die Gemeinden Felling, Hardegg, Heufurth, Hofern, Mallersbach, Markersdorf, Niederfladnitz, Oberfladnitz, Pleißing, Riegersburg und Waschbach aus dem Bezirk Horn
- des Bezirks Horn um die Gemeinden Altstadt Drosendorf, Elsern, Stadt Drosendorf, Thurmitz, Thürnau und Wolfsbach aus dem Bezirk Waidhofen an der Thaya

- 1880, 1. Februar:

Vergrößerung
- des Bezirks Krems um die Gemeinde Payerstetten aus dem Bezirk Amstetten

- 1880, 1. Oktober:

Vergrößerung
- des Bezirks Horn um die Gemeinde Röschitz aus dem Bezirk Oberhollabrunn

- 1884, 1. Jänner:

Vergrößerung
- des Bezirks Horn um die Gemeinde Straning aus dem Bezirk Oberhollabrunn

- 1888, 1. Jänner:

Vergrößerung
- des Bezirks Wiener Neustadt um die Gemeinde Erlach aus dem Bezirk Neunkirchen

- 1889, 1. Jänner:

Vergrößerung
- des Bezirks Krems um die Gemeinde Wimberg aus dem Bezirk Amstetten
- des Bezirks Wiener Neustadt um die neu errichtete Gemeinde Felixdorf, bisher Teil der Statutarstadt Wiener Neustadt

- 1890, 1. Jänner:

Neubildung
- des Bezirks Währing aus den Gerichtsbezirken Klosterneuburg, Tulln und Währing des Bezirks Hernals
- des Bezirks Hietzing aus den Gerichtsbezirken Hietzing und Purkersdorf des Bezirks Sechshaus und dem Gerichtsbezirk Neulengbach des Bezirks St. Pölten

Auflösung
- des Bezirks Lilienfeld, Angliederung an den Bezirk St. Pölten

- 1892, 1. Jänner:

Neubildung
- des Bezirks Tulln aus dem Gerichtsbezirk Atzenbruck des Bezirkes St. Pölten, dem Gerichtsbezirk Kirchberg am Wagram des Bezirks Krems sowie den Gerichtsbezirken Klosterneuburg und Tulln des zugleich aufgelösten Bezirks Währing

Auflösung
- des Bezirks Hernals, Angliederung an die Statutarstadt Wien (bis auf Gebiete im Wienerwald, die zu den Bezirken Tulln und Hietzing-Umgebung gelangten)
- des Bezirks Sechshaus, Angliederung an die Statutarstadt Wien
- des Bezirks Währing, Aufteilung auf die Statutarstadt Wien und den neu errichteten Bezirk Tulln

Verkleinerung
- des Bezirks Hietzing um die Gemeinden Breitensee, Baumgarten, Hacking, Hetzendorf, Hietzing, Lainz, Ober Sankt Veit, Penzing, Unter Sankt Veit, das gemeindefreie Gebiet Schönbrunn, die Katastralgemeinde Speising aus der gleichnamigen Gemeinde und Teile der Gemeinden Altmannsdorf, Hütteldorf, Hadersdorf, Inzersdorf und Mauer, Angliederung an die Statutarstadt Wien, damit verbunden war die „Umbenennung“ in Hietzing-Umgebung (Rechtlich handelte es sich um keine Umbenennung, sondern um eine Auflösung und Neuerrichtung)
- des Bezirks Bruck an der Leitha um die Gemeinde Simmering und Teile der Gemeinde Ebersdorf an der Donau, Kaiserebersdorf, Oberlaa und Unterlaa, Angliederung an die Statutarstadt Wien
- des Bezirks Groß-Enzersdorf um Teile der Gemeinde Asparn an der Donau, Angliederung an die Statutarstadt Wien

- 1893, 1. Juli:

Vergrößerung
- des Bezirks Horn um die Gemeinden Japons und Goslarn aus dem Bezirk Waidhofen an der Thaya

- 1896, 1. September:

Vergrößerung
- des Bezirks Großenzersdorf um die Gemeinden Aderklaa, Deutsch-Wagram, Floridsdorf, Gerasdorf, Groß-Jedlersdorf, Jedlesee, Stammersdorf, Strebersdorf und Süßenbrunn aus dem Bezirk Korneuburg

- 1896, 1. Oktober:

Neubildung
- des Bezirks Melk aus dem Gerichtsbezirk Ybbs des Bezirks Amstetten, dem Gerichtsbezirk Melk des Bezirks St. Pölten und dem Gerichtsbezirk Mank des Bezirks Scheibbs

- 1897, 1. Jänner:

Neubildung
- des Bezirks Mödling aus dem Gerichtsbezirk Mödling des Bezirks Baden und dem Gerichtsbezirk Ebreichsdorf des Bezirks Wiener Neustadt

Vergrößerung
- des Bezirks Wiener Neustadt um die Gerichtsbezirke Aspang und Kirchschlag aus dem Bezirk Neunkirchen
- des Bezirks Mistelbach um die Gemeinde Oberkreuzstetten aus dem Bezirk Korneuburg

Umbenennung
- des Bezirks Großenzersdorf in Floridsdorf

- 1897, 1. Oktober:

Wiedererrichtung
- des Bezirks Lilienfeld aus den Gerichtsbezirken Hainfeld und Lilienfeld des Bezirks St. Pölten

- 1899, 1. Jänner:

Vergrößerung
- des Bezirks Wiener Neustadt-Land um die Gemeinde Ebenfurth aus dem Bezirk Mödling

- 1899, 1. Oktober:

Neubildung
- des Bezirks Gmünd aus den Gerichtsbezirken Litschau und Schrems des Bezirks Waidhofen an der Thaya und dem Gerichtsbezirk Weitra des Bezirks Zwettl
- des Bezirks Pöggstall aus dem Gerichtsbezirk Persenbeug des Bezirks Amstetten, dem Gerichtsbezirk Pöggstall des Bezirks Krems und dem Gerichtsbezirk Ottenschlag des Bezirks Zwettl

- 1901, 1. Juni:

Neubildung
- des Bezirks Untergänserndorf, ab 1904 Gänserndorf, aus den Gerichtsbezirken Matzen und Marchegg des Bezirks Floridsdorf und dem Gerichtsbezirk Zistersdorf des Bezirks Mistelbach

- 1904, 1. Jänner:

Vergrößerung
- des Bezirks Hietzing-Umgebung um die Gemeinden Kaltenleutgeben, Perchtoldsdorf, Siebenhirten, Rodaun und Vösendorf aus dem Bezirk Mödling

- 1905, 10. Jänner:

Vergrößerung
- der Statutarstadt Wien um die Gemeinden Aspern, Floridsdorf, Leopoldau, Kagran, Hirschstetten, Stadlau und Teile der Gemeinden Breitenlee, Groß-Enzersdorf, Großjedlersdorf, Langenzersdorf, Mannswörth, Stammersdorf und Strebersdorf aus dem Bezirk Floridsdorf

- 1906, 1. Jänner:

Neubildung
- des Bezirks Floridsdorf-Umgebung aus den Gemeinden des zugleich aufgelösten Bezirkes Floridsdorf, soweit sie nicht an den Bezirk Korneuburg gelangten (siehe unten), sowie dem Gerichtsbezirk Wolkersdorf des Bezirkes Korneuburg

Vergrößerung
- des Bezirks Korneuburg um die Gemeinden Groß-Jedlersdorf, Stammersdorf und Strebersdorf aus dem aufgelösten Bezirk Floridsdorf

Auflösung
- des Bezirks Floridsdorf, Aufteilung auf die Bezirke Floridsdorf-Umgebung und Korneuburg

- 1920, 16. Juli (de jure):

Verkleinerung durch Gebietsverlust an die Tschechoslowakei
- des Bezirks Gänserndorf um Teile der Gemeinde Hohenau
- des Bezirks Mistelbach um die Gemeinden Bischofswarth, Feldsberg, Garschönthal, Oberthemenau, Unterthemenau sowie Teile der Gemeinden Bernhardsthal, Katzelsdorf, Rabensburg, Reintal, Schrattenberg und Steinabrunn
- des Bezirks Gmünd um die Gemeinden Beinhöfen, Gundschachen, Naglitz, Schwarzbach, Tannenbruck, Weissenbach und Witschkoberg sowie Teile der Gemeinden Böhmzeil, Brand, Erdweis, Höhenberg, Rottenschachen, Wielands und Zuggers,

- 1922, 1. Jänner:

Ausgliederung
- der Statutarstadt Wien als eigenes Bundesland

- 1922, 15. August:

Neuerrichtung
- der Statutarstadt St. Pölten aus der gleichnamigen Stadt im Bezirk St. Pölten

- 1923, 1. Juli:

Vergrößerung
- des Bezirks Waidhofen an der Thaya um die Gemeinde Vitis aus dem Bezirk Gmünd

- 1924, 1. Jänner:

Vergrößerung
- des Bezirks Hietzing-Umgebung um die Gemeinden Thalheim und Murstetten aus dem Bezirk Tulln

- 1924, 29. Februar:

Vergrößerung
- des Bezirks Bruck an der Leitha um die an die Gemeinden Hainburg an der Donau und Wolfsthal angegliederten südlich der Donau liegenden Teile der ehemaligen ungarischen Gemeinde Theben

- 1925, 1. Jänner:

Vergrößerung
- des Bezirks Tulln um die Gemeinde Tiefenthal aus dem Bezirk Korneuburg
- des Bezirks St. Pölten um die Gemeinde Wagram an der Traisen aus dem Bezirk Krems

- 1925, 18. Juni:

Vergrößerung
- des Bezirks Gänserndorf um an die Gemeinden Grub an der March und Stillfried angegliederte Teile ehemaliger ungarischer Gemeinden

- 1926, 12. August:

Vergrößerung
- des Bezirks Gänserndorf um an die Gemeinden Baumgarten an der March, Waidendorf und Zwerndorf angegliederte Teile ehemaliger ungarischer Gemeinden

- 1927, 12. August:

Vergrößerung
- des Bezirks Gänserndorf um an die Gemeinden Marchegg und Markthof angegliederte Teile ehemaliger ungarischer Gemeinden

- 1932, 1. Jänner:

Vergrößerung
- des Bezirks Mödling um die Gemeinden Achau und Hennersdorf  aus dem Bezirk Bruck an der Leitha

- 1933, 1. Juli:

Auflösung
- des Bezirks Lilienfeld, Gebiet gelangte an den Bezirk St. Pölten

- 1938, 15. Oktober:

Angliederung
- der Bezirke Eisenstadt, Oberpullendorf sowie der zugleich aufgelösten Bezirke Neusiedl, Mattersburg und Stadtbezirke Eisenstadt und Rust aus dem Burgenland

Ausgliederung 
- der Gemeinden Atzgersdorf, Breitenfurt bei Wien, Erlaa, Hadersdorf-Weidlingau, Inzersdorf, Kalksburg, Kaltenleutgeben, Liesing, Mauer, Perchtoldsdorf, Purkersdorf, Laab im Walde, Rodaun, Siebenhirten und Vösendorf aus dem zugleich aufgelösten Bezirk Hietzing-Umgebung
- der Gemeinden des Gerichtsbezirks Mödling und der Gemeinden Gramatneusiedl, Moosbrunn, Münchendorf und Velm aus dem zugleich aufgelösten Bezirk Mödling
- der Gemeinden des Gerichtsbezirks Schwechat – ausgenommen die Gemeinde Enzersdorf an der Fischa – aus dem Bezirk Bruck an der Leitha
- der Gemeinden Andlersdorf, Breitenlee, Essling, Franzensdorf, Gerasdorf, Glinzendorf, Groß-Enzersdorf, Großhofen, Mannsdorf an der Donau, Mühlleiten, Oberhausen, Probstdorf, Raasdorf, Rutzendorf, Seyring, Schönau, Süßenbrunn und Wittau aus dem zugleich aufgelösten Bezirk Floridsdorf-Umgebung
- der Gemeinden Bisamberg, Enzersfeld, Flandorf, Hagenbrunn, Kleinengersdorf, Königsbrunn, Langenzersdorf (teilweise) und Stammersdorf aus dem Bezirk Korneuburg
- der Gemeinden des Gerichtsbezirks Klosterneuburg – mit Ausnahme von Teilen der Gemeinde Kritzendorf – aus dem Bezirk Tulln

an Wien
- der Ortschaften Hinterberg und Münichholz der Gemeinde Behamberg aus dem Bezirk Amstetten an den Stadtkreis Steyr. Land Oberösterreich

Neubildung
- des Stadtkreises Krems aus der gleichnamigen Stadt im Bezirk Krems

Wiedererrichtung
- des Bezirks Lilienfeld aus den Gerichtsbezirken Hainfeld und Lilienfeld des Bezirks St. Pölten

Vergrößerung
- des Bezirks Neunkirchen um den Gerichtsbezirk Aspang und die Gemeinde Schwarzau im Gebirge des Bezirks Wiener Neustadt
- des Bezirks Oberpullendorf um den Gerichtsbezirk Kirchschlag des Bezirks Wiener Neustadt

Auflösung
- der Statutarstadt Waidhofen an der Ybbs, Angliederung an den Bezirk Amstetten
- des Bezirks Floridsdorf-Umgebung, Aufteilung auf die Stadt Wien (siehe oben) und die Bezirke Gänserndorf (Gemeinden Aderklaa, Breitstetten, Deutsch-Wagram, Eckartsau, Fuchsenbigl, Haringsee, Kopfstetten, Leopoldsdorf im Marchfelde, Markgrafneusiedl, Obersiebenbrunn, Orth/Donau, Parbasdorf, Pframa, Straudorf und Wagram an der Donau) sowie Korneuburg (Gerichtsbezirk Wolkersdorf, ausgenommen die an Wien angegliederten Gemeinden Gerasdorf, Seyring und Süßenbrunn)
- des Bezirks Hietzing-Umgebung, Aufteilung auf die Stadt Wien (siehe oben) und den Bezirk St. Pölten (Gerichtsbezirk Neulengbach sowie die Gemeinden Gablitz, Mauerbach, Pressbaum, Tullnerbach und Wolfsgraben)
- des Bezirks Mödling, Aufteilung auf die Stadt Wien (siehe oben) und die Bezirke Bruck an der Leitha (Gemeinden Au am Leithagebirge und Hof am Leithagebirge) sowie Baden (restliche Gemeinden aus dem Gerichtsbezirk Ebreichsdorf)
- des Bezirks Pöggstall, Aufteilung auf die Bezirke Melk (Gerichtsbezirke Persenbeug und Pöggstall) und Zwettl (Gerichtsbezirk Ottenschlag)

- 1939, 25. April, rückgängig gemacht 1945:

Angliederung
- sudetendeutscher Gebiete, Landkreise Neubistritz, Nikolsburg und Znaim, sowie Vergrößerung des Landkreises Bruck an der Leitha um die Gemeinden Theben und Engerau, des Landkreises Gmünd und des Landkreises Waidhofen an der Thaya um den Gerichtsbezirk Zlabings sowie vom Gerichtsbezirk Znaim die Gemeinden Ranzern, Tiefenbach und Zoppanz

- 1939, 15. Mai:

Vergrößerung
- des Stadtkreises St. Pölten um die Gemeinden Stattersdorf, Radlberg und Ratzersdorf sowie Teile der Gemeinden Ober-Grafendorf, St. Georgen am Steinfelde, Pummersdorf und Pyhra aus dem Landkreis St. Pölten

- 1945:

Auflösung
- des Bezirks Lilienfeld, Gebiet gelangte an den Bezirk St. Pölten

- 1945, 15. Juli:

Wiedererrichtung
- der Statutarstadt Waidhofen an der Ybbs aus der gleichnamigen Stadt im Bezirk Amstetten
- der Statutarstadt Eisenstadt aus der gleichnamigen Stadt im Bezirk Eisenstadt
- der Statutarstadt Rust aus der gleichnamigen Stadt im Bezirk Eisenstadt

- 1945, 1. Oktober:

Rückgliederung
- der Statutarstädte Eisenstadt und Rust sowie der Bezirke Eisenstadt-Umgebung und des Großteils des Bezirks Oberpullendorf in das Burgenland

- 1945, 1. Oktober:

Verkleinerung
- des Bezirks Bruck an der Leitha um die Gemeinden des wiedererrichteten Bezirks Neusiedl am See, Burgenland
- des Bezirks Wiener Neustadt um die Gemeinde Neudörfl, Eingliederung in den wiedererrichteten Bezirk Mattersburg

- 1945, 1. Oktober:

Vergrößerung
- des Bezirks Wiener Neustadt um Gemeinden des Bezirks Oberpullendorf

- 1947, 1. Juni und 1. November:

Vergrößerung
- des Bezirks Amstetten um Gemeinden des Bezirks Melk

- 1948, 1. Jänner:

Vergrößerung
- des Bezirks Krems um Teile der Statutarstadt Krems an der Donau

- 1950, 1. März:

Verkleinerung
- des Bezirkes Bezirks Bruck an der Leitha, um die wieder errichtete Gemeinde Bruckneudorf, Eingliederung in den Bezirk Neusiedl am See, Burgenland

- 1953, 1. August:

Vergrößerung
- des Bezirks Krems um die Gemeinde Albrechtsberg des Bezirks Zwettl

- 1953, 20. August:

Wiedererrichtung
- des Bezirks Lilienfeld aus Gemeinden des Bezirks St. Pölten

- 1954, 1. September:

Wiedererrichtung
- des Bezirks Mödling aus Gebietsteilen der Stadt Wien

Neubildung
- des Bezirks Wien-Umgebung aus Gebietsteilen der Stadt Wien

- 1955 1. Jänner:

Vergrößerung
- des Bezirks St. Pölten um Teile der Statutarstadt St. Pölten

- 1955 1. Jänner:

Vergrößerung
- des Bezirks Horn um Teile der Gemeinde Tautendorf des Bezirks Zwettl
- des Bezirks Krems um Teile einer Gemeinde des Bezirks Zwettl

- 1956 1. Jänner:

Vergrößerung
- des Bezirks Wien-Umgebung um die Gemeinden Gablitz, Mauerbach, Pressbaum, Tullnerbach und Wolfsgraben des Bezirks St. Pölten

- 1957 1. Jänner:

Vergrößerung
- der Bezirke Gänserndorf, Korneuburg und Mistelbach um Teile des Bezirks Wien-Umgebung

- 1958 1. Jänner:

Vergrößerung
- des Bezirks Wien-Umgebung um die Gemeinden Gerasdorf und Seyring des Bezirks Mistelbach

- 1968, 1. Jänner:

Vergrößerung
- des Bezirks Horn um die Gemeinden Sabatenreith, Schweinburg, Wenjapons (Eingemeindung nach Japons) und Kleinulrichschlag (Eingemeindung nach Irnfritz) des Bezirks Waidhofen an der Thaya
- des Bezirks Hollabrunn um die Gemeinden Großreipersdorf, Passendorf, Rafing (Eingemeindung nach Pulkau) und Gumping (Eingemeindung nach Maissau) des Bezirks Horn

- 1968, 1. Juli:

Vergrößerung
- der Statutarstadt Krems an der Donau um die Gemeinde Gneixendorf des Bezirks Krems

- 1969, 1. Jänner:

Vergrößerung
- der Statutarstadt St. Pölten um die Gemeinde Ragelsdorf des Bezirks St. Pölten

- 1970, 1. Jänner:

Vergrößerung
- des Bezirks Hollabrunn um die Gemeinden Kleinburgstall und Reikersdorf  des Bezirks Horn
- des Bezirks Korneuburg um die Gemeinden Ernstbrunn und Klement des Bezirks Mistelbach und die Gemeinde Stranzendorf des Bezirks Hollabrunn
- des Bezirks Waidhofen an der Thaya um die Gemeinden Eulenbach, Großrupprechts und Kleinschönau des Bezirks Gmünd

- 1971, 1. Jänner:

Vergrößerung
- des Bezirks Horn um die Gemeinde Tautendorf des Bezirks Krems-Land
- des Bezirks Horn um die Gemeinde Oberfladnitz des Bezirks Hollabrunn
- des Bezirks Krems um die Gemeinde Großreinprechts (incl. Gloden) des Bezirks Zwettl
- des Bezirks Melk um die Gemeinden Emmersdorf an der Donau (incl. Hofamt und Mödelsdorf), Goßam und Rantenberg des Bezirks Krems
- des Bezirks Mistelbach um die Gemeinde Martinsdorf des Bezirks Gänserndorf
- des Bezirks Waidhofen an der Thaya um die Gemeinde Heinreichs des Bezirks Gmünd
- des Bezirks Zwettl um die Gemeinde Siebenlinden und Teile der Gemeinde Reichenau am Freiwald des Bezirks Gmünd
- des Bezirks Zwettl um die Gemeinde Gschwendt des Bezirks Krems-Land

- 1972, 1. Jänner:

Vergrößerung
- der Statutarstadt Krems an der Donau um die Gemeinde Egelsee des Bezirks Krems
- der Statutarstadt St. Pölten um die Gemeinden Gerersdorf (revidiert 1982), Pottenbrunn, Pummersdorf, Ratzersdorf und St. Georgen am Steinfelde des Bezirks St. Pölten
- der Statutarstadt Waidhofen an der Ybbs um die Gemeinden St. Leonhard, Waidhofen-Land, Windhag, Zell (incl. Zell-Arzberg) des Bezirks Amstetten
- des Bezirks Krems um die Gemeinde Tiefenbach des Bezirks Zwettl (Eingemeindung nach Krumau am Kamp)
- des Bezirks Tulln um Teile der Gemeinde Murstetten des Bezirks St. Pölten (Eingliederung in Würmla)
- des Bezirks Waidhofen an der Thaya um Teile der Gemeinden Rohrbach und Warnungs des Bezirks Gmünd
- des Bezirks Zwettl um Teile der Gemeinde Warnungs des Bezirks Gmünd (Eingliederung in Zwettl-Niederösterreich)

- 1973, 1. Jänner:

Vergrößerung
- der Statutarstadt Krems an der Donau um die Gemeinde Hollenburg (incl. Angern und Thallern) des Bezirks Krems

- 1982, 1. Jänner:

Vergrößerung
- des Bezirks St. Pölten um Teile der Statutarstadt St. Pölten (nachdem der Verfassungsgerichtshof die 1972 erfolgte Auflösung der Gemeinde Gerersdorf für rechtswidrig erklärt hat)

- 2017, 1. Jänner:

Auflösung
- des Bezirks Wien-Umgebung, die 21 Gemeinden wurden Teil der umliegenden Bezirke:
  - Bezirk Bruck an der Leitha: Ebergassing, Fischamend, Gramatneusiedl, Himberg, Klein-Neusiedl, Lanzendorf, Leopoldsdorf, Maria-Lanzendorf, Moosbrunn, Rauchenwarth, Schwadorf, Schwechat und Zwölfaxing
  - Bezirk Korneuburg: Gerasdorf
  - Bezirk Tulln: Klosterneuburg
  - Bezirks St. Pölten: Gablitz, Mauerbach, Pressbaum, Purkersdorf, Tullnerbach und Wolfsgraben

| Datum             | Statutarstädte Anzahl | Bezirke Anzahl |
| ----------------- | --------------------- | -------------- |
| 31. August 1868   | 2                     | 18             |
| 7. Februar 1869   | 3                     | 18             |
| 1. Jänner 1890    | 3                     | 19             |
| 1. Jänner 1892    | 3                     | 17             |
| 1. Oktober 1896   | 3                     | 18             |
| 1. Jänner 1897    | 3                     | 19             |
| 1. Oktober 1897   | 3                     | 20             |
| 1. Oktober 1899   | 3                     | 22             |
| 1. Juni 1909      | 3                     | 23             |
| Datum             | Statutarstädte Anzahl | Bezirke Anzahl |
| 1. Jänner 1922    | 2                     | 23             |
| 15. August 1922   | 3                     | 23             |
| 1. August 1933    | 3                     | 22             |
| Datum             | Stadtbezirke Anzahl   | Bezirke Anzahl |
| 15. August 1938   | 3 (3)                 | 21 (19)        |
| Datum             | Statutarstädte Anzahl | Bezirke Anzahl |
| 1. Mai 1945       | 3 (3)                 | 21 (19)        |
| ? 1945            | 3 (3)                 | 20 (18)        |
| 15. Juli 1945     | 6 (4)                 | 20 (18)        |
| 1. Oktober 1945   | 4                     | 18             |
| 20. August 1953   | 4                     | 19             |
| 1. September 1954 | 4                     | 21             |
| 1. Jänner 2017    | 4                     | 20             |
| heute             | 4                     | 20             |

In Klammer die Zahl ohne die Bezirke mit Hauptstadt bzw. -ort im heutigen Burgenland

## Oberösterreich
Das Land Oberösterreich gehört zur am 1. Mai 1945 wiedererrichteten Republik Österreich.
- 1873,

Vergrößerung
- der Statutarstadt Linz um die Gemeinden Lustenau und Waldegg aus dem Bezirk Linz

- 1883, 1. Jänner:

Vergrößerung
- des Bezirkes Wels um die Teile der neu errichteten Gemeinde Heiligenberg, die bisher zu den Gemeinden Eschenau und Bruck-Waasen im Bezirk Schärding gehörten

- 1903, 1. Oktober:

Neuerrichtung
- des Bezirkes Urfahr aus dem Gerichtsbezirk Leonfelden des Bezirkes Freistadt sowie den Gerichtsbezirken Urfahr und Ottensheim des Bezirkes Linz-Umgebung

Vergrößerung
- des Bezirkes Freistadt um den Gerichtsbezirk Pregarten aus dem Bezirk Perg
- des Bezirkes Linz-Umgebung um den Gerichtsbezirk Neuhofen aus dem Bezirk Steyr

- 1907, 12. August:

Neuerrichtung
- des Bezirkes Eferding aus den Gerichtsbezirken Eferding und Waizenkirchen des Bezirkes Wels

- 1911, 1. Juli:

Neuerrichtung
- des Bezirkes Grieskirchen aus dem Gerichtsbezirk Grieskirchen des Bezirkes Wels, dem Gerichtsbezirk Haag des Bezirkes Ried, und dem Gerichtsbezirk Peuerbach des Bezirkes Schärding

- 1914, 1. Dezember:

Vergrößerung
- der Statutarstadt Linz um die Gemeinde St. Peter bei Linz aus dem Bezirk Linz

- 1915, 1. Jänner:

Vergrößerung
- des Bezirks Wels um die Gemeinde Eberstalzell aus dem Bezirk Steyr

- 1919, 1. Jänner:

Vergrößerung
- der Statutarstadt Steyr um Teile der Gemeinde Gleink

- 1919, 1. Juni:

Vergrößerung
- der Statutarstadt Linz um die Stadt Urfahr und Teile der Gemeinde Pöstlingberg aus dem Bezirk Urfahr

- 1923, 28. April:

Vergrößerung
- der Statutarstadt Linz um die Gemeinde Kleinmünchen aus dem Bezirk Linz

- 1923, 1. August:

Vergrößerung
- des Bezirkes Grieskirchen um die Gemeinden Heiligenberg, Michaelnbach, St. Agatha, St. Thomas und Waizenkirchen aus dem Bezirk Eferding
- des Bezirkes Ried im Innkreis um die Gemeinde Geiersberg aus dem Bezirk Grieskirchen

- 1935, 1. Jänner:

Vergrößerung
- der Statutarstadt Steyr um Teile der Gemeinde St. Ulrich bei Steyr

- 1938, 15. Oktober:

Auflösung
- des Bezirkes Urfahr und Aufteilung auf die Bezirke Freistadt (Gerichtsbezirk Leonfelden), Linz (Gerichtsbezirke Urfahr, sofern nicht an Stadtkreis Linz angegliedert – siehe unten, und Ottensheim) und den Stadtkreis Linz
- des Bezirkes Eferding, Angliederung an den Bezirk Grieskirchen

Vergrößerung
- des Stadtkreises Linz um die Gemeinde Ebelsberg aus dem Bezirk Linz sowie die Gemeinde St. Magdalena und Teile der Gemeinde Steyregg aus dem Bezirk Urfahr-Umgebung
- des Stadtkreises Steyr um Teile der Gemeinden Garsten, Gleink und Sierning aus dem Bezirk Steyr sowie um die Ortschaften Hinterberg und Münichholz der Gemeinde Behamberg, Bezirk Amstetten, Land Niederösterreich
- des Bezirkes Gmunden um den Gerichtsbezirk Bad Aussee aus dem zugleich aufgelösten Bezirk Gröbming, Steiermark
- des Bezirkes Kirchdorf um die Gemeinden Kremsmünster-Markt, Kremsmünster-Land, Ried im Traunkreis und Wartberg an der Krems aus dem Bezirk Steyr
- des Bezirkes Schärding um die Ortschaft Maasbach aus der Gemeinde Ort im Innkreis aus dem Bezirk Ried (Eingemeindung nach Eggerding)
- des Bezirkes Steyr um die Gemeinden Adlwang und Waldneukirchen aus dem Bezirk Kirchdorf
- des Bezirkes Wels um die Gemeinden Weißkirchen aus dem Bezirk Linz und Sipbachzell aus dem Bezirk Steyr

- 1939, 26. Juli, rückgängig gemacht 1945:

Angliederung
- sudetendeutscher Gebiete, Landkreise Kaplitz und Krummau, sowie Vergrößerung des Landkreises Rohrbach um die Gemeinde Reiterschlag

- 1939, 1. Oktober:

Vergrößerung
- des Stadtkreises Linz um die Ortschaft Keferfeld der Gemeinde Leonding aus dem Landkreis Linz
- des Landkreises Wels um die Teile der neu errichteten Gemeinde Sattledt, die bisher zu den Gemeinden Kremsmünster und Ried im Traunkreis im Landkreis Kirchdorf gehörten

- 1945, August:

Wiedererrichtung
- des Bezirks Urfahr-Umgebung aus Gemeinden des Bezirks Linz-Land und des Bezirks Freistadt, rechtlich erst 1960 nachvollzogen

- 1948, 1. August:

Wiedererrichtung
- des Bezirks Eferding aus Gemeinden des Bezirks Grieskirchen

- 1948, 1. Juli:

Verkleinerung
- des Bezirks Gmunden um die Gemeinden des Ausseerlandes (Rückgliederung in den Bezirk Liezen im Land Steiermark)

- 1949, 1. November:

Vergrößerung
- des Bezirks Gmunden um die Gemeinde Roitham des Bezirks Vöcklabruck

- 1964, 1. Jänner:

Neubildung
- der Statutarstadt Wels aus der Stadt Wels im Bezirk Wels

- 1966, 17. Mai:

Umbenennung
- des Bezirks Wels in Bezirk Wels-Land

- 2016, 1. September:

„Verwaltungsgemeinschaft“
- der Bezirke Grieskirchen und Eferding

Diese in Österreich neue Form bedeutet, dass die beiden Bezirke zwar formell selbständig bleiben und ihr Autokennzeichen behalten. Geleitet werden die Bezirke von einem Bezirkshauptmann in Personalunion. Die Verwaltung der Bezirke erfolgt zentral von Grieskirchen aus, in Eferding verbleiben eine Bürgerservicestelle (für Angelegenheiten wie Ausstellung von Reisedokumenten und Führerscheinen) und eine Außenstelle für Kinder- und Jugendhilfe sowie Soziales.
- 2018, 1. Jänner:

Vergrößerung
- des Bezirks Urfahr-Umgebung um die gleichzeitig aufgelöste Gemeinde Schönegg des Bezirks Rohrbach (Zusammenlegung mit Vorderweißenbach, Bezirk Urfahr-Umgebung)

| Datum            | Statutarstädte Anzahl | Bezirke Anzahl |
| ---------------- | --------------------- | -------------- |
| 31. August 1868  | 2                     | 12             |
| 1. Oktober 1903  | 2                     | 13             |
| 12. August 1907  | 2                     | 14             |
| 1. Juni 1911     | 2                     | 15             |
| Datum            | Stadtbezirke Anzahl   | Bezirke Anzahl |
| 15. Oktober 1938 | 2                     | 13             |
| Datum            | Statutarstädte Anzahl | Bezirke Anzahl |
| 1. Mai 1945      | 2                     | 13             |
| August 1945      | 2                     | 14             |
| 1. August 1948   | 2                     | 15             |
| 1. Jänner 1964   | 3                     | 15             |
| heute            | 3                     | 15             |

## Salzburg
Das Land Salzburg gehört zur am 1. Mai 1945 wiedererrichteten Republik Österreich.
- 1896, 1. September:

Neubildung
- des Bezirks Hallein aus den Gerichtsbezirken Abtenau, Golling und Hallein des Bezirks Salzburg

- 1935, 1. Juli:

Vergrößerung
- der Statutarstadt Salzburg um Teile der Gemeinden Aigen, Bergheim, Gnigl, Hallwang, Koppl, Leopoldskron, Maxglan, Morzg und Siezenheim aus dem Bezirk Salzburg

- 1938, 15. Oktober:

Umbenennung
- des Bezirks Sankt Johann im Pongau in Bezirk Bischofshofen, Verwaltungssitz bleibt St. Johann im Pongau

Vergrößerung
- des Bezirks Zell am See um Teile der Gemeinde Goldeggweng des Bezirks St. Johann im Pongau (Angliederung an Gemeinde Dienten)

- 1939, 1. Jänner:

Vergrößerung
- des Stadtkreises Salzburg um die Gemeinde Morzg und Teile der Gemeinden Aigen, Anif, Bergheim, Hallwang, Koppl, Leopoldskron und Siezenheim aus dem Bezirk Salzburg

- 1945, 24. Dezember:

Umbenennung
- des Bezirks Pongau in Bezirk Sankt Johann im Pongau

| Datum             | Statutarstädte Anzahl | Bezirke Anzahl |
| ----------------- | --------------------- | -------------- |
| 10. Juli 1868     | 1                     | 4              |
| 1. September 1896 | 1                     | 5              |
| Datum             | Statutarstädte Anzahl | Bezirke Anzahl |
| 1. Mai 1945       | 1                     | 5              |
| heute             | 1                     | 5              |

## Steiermark
Das Land Steiermark gehört zur am 1. Mai 1945 wiedererrichteten Republik Österreich.
- 1873, 30. Juni:

Neubildung
- des Bezirks Gröbming aus den Gerichtsbezirken Gröbming, Irdning, Schladming und Aussee des Bezirks Liezen

- 1875, 1. Juli:

Vergrößerung
- des Bezirks Weiz um die Gemeinden Ratten, Rettenegg und St. Kathrein aus dem Bezirk Hartberg

- 1891, 1. Oktober:

Neubildung
- des Bezirks Voitsberg aus dem Gerichtsbezirk Voitsberg des Bezirks Graz

- 1903, 1. Jänner:

Neubildung
- des Bezirks Mürzzuschlag aus den Gerichtsbezirken Kindberg und Mürzzuschlag des Bezirks Bruck an der Mur

- 1903, 1. Oktober:

Neubildung
- des Bezirks Gonobitz aus dem Gerichtsbezirk Gonobitz des Bezirks Cilli

- 1912, 1. Jänner:

Vergrößerung
- des Bezirks Graz um die Gemeinde St. Radegund aus dem Bezirk Weiz

- 1918, de jure endgültig 16. Juli 1920

Gebietsverlust an den SHS-Staat
- die Statutarstädte Cilli, Marburg und Pettau sowie die bisherigen Bezirke Cilli, Gonobitz, Pettau, Rann
- fast das gesamte Gebiet der bisherigen Bezirke
  - Windischgraz (bis auf die Gemeinde Soboth und Teile der Gemeinden Oberfeising, Pernitzen und 
St. Primon ob Hohenmauthen),
  - Marburg (bis auf Teile der Gemeinden Platsch, St. Egyd in Windischbüheln, St. Georgen an der Pösnitz, Speisenegg, Sulzthal und Witschein)
  - Luttenberg (bis auf Teile der Gemeinde Schrottendorf)

- Teile der Gemeinden Glanz, Kappel, Schloßberg und Spielfeld aus dem Bezirk Leibnitz
- die Gemeinden Absberg, Abstall (großteils), Frattenberg, Frattendorf (großteils), Graben, Leitersdorf (großteils), Lugatz, Nassau, Plippitz, Plippitzberg, Proskersdorf, Rosengrund, Roßhof (großteils), Seibersdorf, Schirmdorf (großteils), Schöpfendorf, Sögersdorf (großteils), Stanz, Süßenbach, Trassenberg, Wiesenbach und Völling sowie Teile der Stadt Radkersburg (Abstaller Feld) aus dem Bezirk Radkersburg

- 1924, 1. Jänner:

Vergrößerung
- des Bezirks Graz um die Gemeinde Petzendorf aus dem Bezirk Leibnitz
- des Bezirks Deutschlandsberg um die Gemeinden Preding und Tobis aus dem Bezirk Leibnitz

- 1928, 1. Jänner:

Vergrößerung
- des Bezirks Deutschlandsberg um die 1918 bei Österreich verbliebene Gemeinde Soboth und Teile anderer Gemeinden des ehemaligen Bezirks Windischgraz
- des Bezirks Leibnitz um 1918 bei Österreich verbliebene Teile von Gemeinden der ehemaligen Bezirke Marburg und Windischgraz
- des Bezirks Radkersburg um 1918 bei Österreich verbliebene Teile von Gemeinden des ehemaligen Bezirks Luttenberg

- 1932, 1. Juni:

Auflösung
- des Bezirks Mürzzuschlag, Angliederung an den Bezirk Bruck an der Mur
- des Bezirks Radkersburg, Angliederung an den Bezirk Leibnitz
- des Bezirks Voitsberg, Angliederung an den Bezirk Graz

- 1937, 1. März:

Wiedererrichtung
- des Bezirks Mürzzuschlag aus den Gerichtsbezirken Kindberg und Mürzzuschlag des Bezirks Bruck an der Mur
- des Bezirks Voitsberg aus dem Gerichtsbezirk Voitsberg des Bezirks Graz

- 1938, 15. Oktober:

Angliederung
- des Bezirks Oberwart (sowie der zugleich aufgelösten Bezirke Güssing und Jennersdorf) aus dem Burgenland

Ausgliederung 
- des Gerichtsbezirkes Bad Aussee aus dem zugleich aufgelösten Bezirk Gröbming an den Bezirk Gmunden, Oberösterreich

Neubildung
- des Bezirks Fürstenfeld aus Teilen der Bezirke Güssing, Jennersdorf und Feldbach

Wiedererrichtung
- des Bezirks Radkersburg aus den Gerichtsbezirken Radkersburg und Mureck des Bezirks Leibnitz

Auflösung
- des Bezirks Gröbming, Angliederung an den Bezirk Liezen, mit Ausnahme des an den Bezirk Gmunden (siehe oben) gefallenen Gerichtsbezirkes Bad Aussee

Vergrößerung
- des Bezirks Mürzzuschlag um den Gerichtsbezirk Mariazell des Bezirks Bruck an der Mur
- des Stadtkreises Graz um die Gemeinden Andritz, Eggenberg, Engelsdorf, Gösting, Liebenau, Murfeld, St. Peter bei Graz, Straßgang, Waltendorf, und Wetzelsdorf sowie Teile der Gemeinden Feldkirchen bei Graz, Hart bei St. Peter, Kainbach, Mariatrost, Messendorf, St. Veit ob Graz und Weinitzen aus dem Bezirk Graz

- 1941, 1. August, rückgängig gemacht 1945

Angliederung
- ehemals jugoslawischer Gebiete (CdZ-Gebiet Untersteiermark) mit dem Stadtkreis Marburg und den Landkreisen Cilli, Luttenberg, Marburg-Land, Pettau, Rann und Trifail

- 1942, 1. Oktober,

Vergrößerung
- des Stadtkreises Graz um Teile der Gemeinde Thondorf aus dem Landkreis Graz

- 1945, 1. Oktober:

Rückgliederung
- des Bezirks Oberwart in das Burgenland

- 1945, 1. Oktober:

Verkleinerung
- der Bezirke Fürstenfeld und Feldbach um die Gemeinden des wiedererrichteten Bezirks Güssing (Rückgliederung in das Burgenland)
- des Bezirks Feldbach um die Gemeinden des wiedererrichteten Bezirks Jennersdorf (Rückgliederung in das Burgenland)

- 1946, 10. März:

Neubildung
- des Bezirks Knittelfeld aus Gemeinden des Bezirks Judenburg

- 1948, 1. Juli:

Vergrößerung
- des Bezirks Liezen um die rückgegliederten Gemeinden des Ausseerlandes aus dem Bezirk Gmunden, Land Oberösterreich

- 1949, 1. März:

Vergrößerung
- des Bezirks Weiz (Gemeinde Rettenegg) um Teile der Gemeinde Sankt Jakob im Walde aus dem Bezirk Hartberg

- 1957, 1. Jänner:

Vergrößerung
- des Bezirks Graz-Umgebung um die Gemeinde Pöls an der Wieserbahn des Bezirks Leibnitz

- 1969, 1. Jänner:

Vergrößerung
- des Bezirks Fürstenfeld um die Gemeinden Ottendorf an der Rittschein des Bezirks Weiz und Walkersdorf des Bezirks Feldbach

- 1976, 1. Jänner:

Vergrößerung
- des Bezirks Weiz um die Gemeinde Reith bei Hartmannsdorf des Bezirks Feldbach (Eingemeindung nach Markt Hartmannsdorf)

- 2012, 1. Jänner:

Neubildung
- des Bezirks Murtal aus den Bezirken Judenburg und Knittelfeld

- 2013, 1. Jänner:

Neubildung
- des Bezirks Bruck-Mürzzuschlag aus den Bezirken Bruck an der Mur und Mürzzuschlag
- des Bezirks Hartberg-Fürstenfeld aus den Bezirken Hartberg und Fürstenfeld
- des Bezirks Südoststeiermark aus den Bezirken Feldbach und Radkersburg

- 2015, 1. Jänner:

Vergrößerung
- des Bezirks Graz-Umgebung um die Gemeinde Petersdorf II des Bezirks Südoststeiermark (Eingemeindung nach Sankt Marein bei Graz) bei gleichzeitiger Abtretung von Gemeinden an den Bezirk Weiz (Eingemeindung nach Fladnitz an der Teichalm)
- des Bezirks Hartberg-Fürstenfeld um die Gemeinde Hirnsdorf des Bezirks Weiz (Eingemeindung nach Feistritztal)
- des Bezirks Leibnitz um Gemeinden des Bezirks Südoststeiermark
- des Bezirks Liezen um die Gemeinde Hieflau des Bezirks Leoben (Eingemeindung nach Landl)
- des Bezirks Weiz um Gemeinden des Bezirks Graz-Umgebung (Eingemeindung nach Fladnitz an der Teichalm)

- 2020, 1. Jänner:

Vergrößerung
- des Bezirks Leibnitz um die zugleich aufgelöste Gemeinde Murfeld des Bezirks Südoststeiermark

| Datum            | Statutarstädte Anzahl | Bezirke Anzahl |
| ---------------- | --------------------- | -------------- |
| 31. August 1868  | 4 (1)                 | 18 (12)        |
| 1. Juni 1873     | 4 (1)                 | 19 (13)        |
| 1. Oktober 1891  | 4 (1)                 | 20 (14)        |
| 1. Jänner 1903   | 4 (1)                 | 21 (15)        |
| 1. Oktober 1903  | 4 (1)                 | 22 (15)        |
| Datum            | Statutarstädte Anzahl | Bezirke Anzahl |
| 1920             | 1                     | 15             |
| 1. Juni 1932     | 1                     | 12             |
| 1. März 1937     | 1                     | 14             |
| Datum            | Stadtbezirke Anzahl   | Bezirke Anzahl |
| 15. Oktober 1938 | 1                     | 16 (15)        |
| Datum            | Statutarstädte Anzahl | Bezirke Anzahl |
| 1. Mai 1945      | 1                     | 16 (15)        |
| 1. Oktober 1945  | 1                     | 15             |
| 10. März 1946    | 1                     | 16             |
| 1. Jänner 2012   | 1                     | 15             |
| 1. Jänner 2013   | 1                     | 12             |
| heute            | 1                     | 12             |

In Klammer die Bezirke, deren Hauptstädte bzw. -ort auf dem Gebiet der heutigen Steiermark liegen.

## Tirol
Das Land Tirol gehört zur am 1. Mai 1945 wiedererrichteten Republik Österreich.
- 1901, 1. Oktober:

Neubildung
- des Bezirkes Schlanders aus den Gerichtsbezirken Glurns und Schlanders aus dem Bezirk Meran

- 1904, 21. Jänner:

Vergrößerung
- der Statutarstadt Innsbruck um die Gemeinden Pradl und Wilten aus dem Bezirk Innsbruck-Land

- 1906, 1. August:

Neubildung
- des Bezirkes Mezolombardo aus dem Gerichtsbezirk Mezolombardo aus dem Bezirk Trient

- 1910

Vergrößerung
- der Statutarstadt Bozen um die Gemeinde Zwölfmalgreien aus dem Bezirk Bozen
- der Statutarstadt Trient um den Ort Alle Laste aus dem Bezirk Trient

- 1918, de jure endgültig 16. Juli 1920

Gebietsverlust an Italien
- die Statutarstädte Bozen, Trient und Rovereto
- die bisherigen Bezirke
  - Ampezzo,
  - Borgo,
  - Bozen,
  - Brixen (bis auf Teile der Gemeinden Brenner und Pfitsch),
  - Bruneck (bis auf Teile der Gemeinden Antholz, Prettau und Rain),
  - Cavalese,
  - Cles,
  - Meran,
  - Mezolombardo,
  - Primiero,
  - Riva,
  - Rovereto,
  - Schlanders (bis auf Teile der Gemeinde Schnals),
  - Tione,
  - Trient

- die Gemeinden Reschen, Graun, Langtaufers und St. Valentin auf der Heide aus dem Bezirk Landeck
- die Gemeinden Innichberg, Innichen, Sexten, Vierschach, Wahlen  und Winnebach aus dem Bezirk Lienz

- 1922, 29. Jänner:

Vergrößerung
- des Bezirkes Innsbruck-Land (Gemeinde Gries am Brenner) um die bei Österreich verbliebenen Teile der Gemeinde Brenner, vormals Bezirk Brixen

- 1924, 12. Jänner:

Vergrößerung
- des Bezirkes Imst (Gemeinde Sölden) um die bei Österreich verbliebenen Teile der Gemeinde Schnals, vormals Bezirk Schlanders
- des Bezirkes Lienz (Gemeinde St. Jakob in Defereggen) um die bei Österreich verbliebenen Teile der Gemeinde Rain, vormals Bezirk Bruneck
- des Bezirkes Schwaz (Gemeinde Finkenberg) um die bei Österreich verbliebenen Teile (Zamser Grund) der Gemeinde Pfitsch, vormals Bezirk Brixen

- 1925, 1. September:

Vergrößerung
- des Bezirkes Innsbruck-Land um die Gemeinde Wildermieming aus dem Bezirk Imst

- 1926, 12. März:

Vergrößerung
- des Bezirkes Lienz (Gemeinden Prägraten bzw. St. Jakob in Defereggen) um die bei Österreich verbliebenen Teile der Gemeinden Antholz bzw. Prettau, beide vormals Bezirk Bruneck

- 1926, 23. März:

Vergrößerung
- des Bezirkes Schwaz um die Ortschaft Hintertux, vormals Gemeinde Schmirn, nunmehr Gemeinde Tux, aus dem Bezirk Innsbruck-Land

- 1928, 1. April:

Vergrößerung
- des Bezirkes Schwaz um die Gemeinde Terfens aus dem Bezirk Innsbruck-Land

- 1938, 27. Juli:

Abtrennung
- des Bezirkes Lienz an das Land Kärnten

- 1938, 15. Oktober:

Verkleinerung
- des Bezirkes Reutte um die Gemeinde Jungholz (Angliederung an den Bezirk Sonthofen, Bayern)

Vergrößerung
- des Bezirkes Imst um den Großteil der Gemeinde Wildermieming aus dem Bezirk Innsbruck-Land sowie der Ortschaft Piller, vormals Gemeinde Fließ, nunmehr Gemeinde Wenns, aus dem Bezirk Landeck
- des Bezirkes Innsbruck-Land um die Ortschaft Kühtai, vormals Gemeinde Silz, nunmehr Gemeinde St. Sigmund im Sellrain, aus dem Bezirk Imst
- des Bezirkes Reutte um die Gemeinde Kaisers aus dem Bezirk Landeck sowie die Gemeinden Gramais und Pfafflar aus dem Bezirk Imst
- des Bezirkes Schwaz um die Gemeinden Steinberg am Rofan und Bruck am Ziller aus dem Bezirk Kufstein sowie Kolsass und Kolsassberg aus dem Bezirk Innsbruck-Land
- des Stadtkreises Innsbruck um die Gemeinden Hötting, Mühlau und Amras aus dem Bezirk Innsbruck-Land

- 1940, 1. Oktober:

Vergrößerung
- des Stadtkreises Innsbruck um die Gemeinde Arzl aus dem Landkreis Innsbruck

- 1942, 1. April:

Vergrößerung
- des Stadtkreises Innsbruck um die Gemeinden Igls und Vill aus dem Landkreis Innsbruck

- 1945, 19. September:

Wiedereingliederung
- der Gemeinde Jungholz aus dem Landkreis Sonthofen, Bayern in den Bezirk Reutte

- 1947, 1. Jänner:

Rückgliederung
- der Gemeinde Wildermieming aus dem Bezirk Imst in den Bezirk Innsbruck-Land

- 1947, 1. Juli:

Rückgliederung
- der Ortschaft Kühtai, vormals Gemeinde St. Sigmund im Sellrain, nunmehr Gemeinde Silz, aus dem Bezirk Innsbruck-Land in den Bezirk Imst

- 1948, 1. Jänner:

Rückgliederung
- der Gemeinden Kolsass und Kolsassberg aus dem Bezirk Schwaz in den Bezirk Innsbruck-Land

- 1948, 1. Jänner:

Rückgliederung
- des Bezirks Lienz aus dem Land Kärnten

- 1954, 1. Jänner:

Rückgliederung
- der Ortschaft Piller, vormals Gemeinde Wenns, nunmehr Gemeinde Fließ, aus dem Bezirk Imst in den Bezirk Landeck

| Datum           | Statutarstädte Anzahl | Bezirke Anzahl |
| --------------- | --------------------- | -------------- |
| 31. August 1868 | 4 (1)                 | 21 (8)         |
| 1. Oktober 1901 | 4 (1)                 | 22 (8)         |
| 1. August 1906  | 4 (1)                 | 23 (8)         |
| Datum           | Statutarstädte Anzahl | Bezirke Anzahl |
| 1920            | 1                     | 8              |
| Datum           | Stadtbezirke Anzahl   | Bezirke Anzahl |
| 27. Juli 1938   | 1                     | 7              |
| Datum           | Statutarstädte Anzahl | Bezirke Anzahl |
| 1. Mai 1945     | 1                     | 7              |
| 1. Jänner 1948  | 1                     | 8              |
| heute           | 1                     | 8              |

In Klammer die Bezirke, deren Hauptstädte bzw. -ort auf dem Gebiet des heutigen Bundeslandes Tirol liegen.

## Vorarlberg
Das Land Vorarlberg gehört zur am 1. Mai 1945 wiedererrichteten Republik Österreich.
In Vorarlberg heißen die politischen Bezirke Verwaltungsbezirke.
- 1870, 1. Juni:

Vergrößerung
- des Bezirkes Bregenz um die Gemeinde Damüls aus dem Bezirk Bludenz

- 1903, 1. Februar:

Vergrößerung
- des Bezirkes Feldkirch um die Gemeinde Frastanz aus dem Bezirk Bludenz

- 1929, 1. Jänner:

Vergrößerung
- des Bezirkes Bregenz um die Gemeinden Höchst, Fußach und Gaißau aus dem Bezirk Feldkirch

- 1938, 15. Oktober:

Verkleinerung
- des Bezirkes Bregenz um die Gemeinde Mittelberg (Angliederung an den Bezirk Sonthofen, Bayern)

- 1945, 19. September:

Wiedereingliederung
- der Gemeinde Mittelberg aus dem Landkreis Sonthofen, Bayern in den Bezirk Bregenz

- 1969, 1. Jänner:

Neubildung
- des Bezirks Dornbirn mit den drei Gemeinden Dornbirn, Lustenau und Hohenems aus dem Bezirk Feldkirch

| Datum          | Statutarstädte Anzahl | Bezirke Anzahl |
| -------------- | --------------------- | -------------- |
| 1868           | 0                     | 3              |
| Datum          | Statutarstädte Anzahl | Bezirke Anzahl |
| 1. Mai 1945    | 0                     | 3              |
| 1. Jänner 1969 | 0                     | 4              |
| heute          | 0                     | 4              |

## Wien
Wien gehört zur am 1. Mai 1945 wiedererrichteten Republik Österreich.
Zur Gebietsentwicklung der Statutarstadt Wien bis 1. Jänner 1922 siehe Niederösterreich.
- 1938, 15. Oktober:

Angliederung 
- der Gemeinden Atzgersdorf, Breitenfurt bei Wien, Erlaa, Hadersdorf-Weidlingau, Inzersdorf, Kalksburg, Kaltenleutgeben, Liesing, Mauer, Perchtoldsdorf, Purkersdorf, Laab im Walde, Rodaun, Siebenhirten und Vösendorf aus dem zugleich aufgelösten Bezirk Hietzing-Umgebung, Land Niederösterreich
- der Gemeinden des Gerichtsbezirks Mödling und der Gemeinden Gramatneusiedl, Moosbrunn, Münchendorf und Velm aus dem zugleich aufgelösten Bezirk Mödling, Land Niederösterreich
- der Gemeinden des Gerichtsbezirks Schwechat – ausgenommen die Gemeinde Enzersdorf an der Fischa – aus dem Bezirk Bruck an der Leitha, Land Niederösterreich
- der Gemeinden Andlersdorf, Breitenlee, Essling, Franzensdorf, Gerasdorf, Glinzendorf, Groß-Enzersdorf, Großhofen, Mannsdorf an der Donau, Mühlleiten, Oberhausen, Probstdorf, Raasdorf, Rutzendorf, Seyring, Schönau, Süßenbrunn und Wittau aus dem zugleich aufgelösten Bezirk Floridsdorf-Umgebung, Land Niederösterreich
- der Gemeinden Bisamberg, Enzersfeld, Flandorf, Hagenbrunn, Kleinengersdorf, Königsbrunn, Langenzersdorf (teilweise) und Stammersdorf aus dem Bezirk Korneuburg, Land Niederösterreich
- der Gemeinden des Gerichtsbezirks Klosterneuburg – mit Ausnahme von Teilen der Gemeinde Kritzendorf – aus dem Bezirk Tulln, Land Niederösterreich

- 1954, 1. September:

Wiedererrichtung
- des Bezirks Mödling, Niederösterreich, aus Gebietsteilen der Stadt Wien

Neubildung
- des Bezirks Wien-Umgebung, Niederösterreich, aus Gebietsteilen der Stadt Wien

| Datum          | Statutarstädte Anzahl | Bezirke Anzahl |
| -------------- | --------------------- | -------------- |
| 1. Jänner 1922 | 1                     | 0              |
| Datum          | Statutarstädte Anzahl | Bezirke Anzahl |
| 1. Mai 1945    | 1                     | 0              |
| heute          | 1                     | 0              |

## Gesamtzahl der Statutarstädte und Bezirke in Österreich
Wegen des besseren Gesamtüberblicks enthält diese Tabelle alle Veränderungen ab der Wiederherstellung der Republik Österreich (1. Mai 1945). Die heute gültigen Gesamtzahlen werden in fetter Schrift dargestellt.
| Datum             | Land (Bundesland) | Statutarstädte Veränderung | Bezirke Veränderung | Statutarstädte Anzahl | Bezirke Anzahl |
| ----------------- | ----------------- | -------------------------- | ------------------- | --------------------- | -------------- |
| 1. Mai 1945       | Österreich        |                            |                     | 11                    | 73             |
| ? 1945            | Niederösterreich  |                            | − 1                 | 11                    | 72             |
| 15. Juli 1945     | Niederösterreich  | + 3                        | 0                   | 14                    | 72             |
| August 1945       | Oberösterreich    |                            | + 1                 | 14                    | 73             |
| 1. Oktober 1945   | Burgenland        |                            | + 4                 | 14                    | 77             |
| 10. März 1946     | Steiermark        | 0                          | + 1                 | 14                    | 78             |
| 1. August 1948    | Oberösterreich    | 0                          | + 1                 | 14                    | 79             |
| 20. August 1953   | Niederösterreich  | 0                          | + 1                 | 14                    | 80             |
| 1. September 1954 | Niederösterreich  | 0                          | + 2                 | 14                    | 82             |
| 1. Jänner 1964    | Oberösterreich    | + 1                        | 0                   | 15                    | 82             |
| 1. Jänner 1969    | Vorarlberg        | 0                          | + 1                 | 15                    | 83             |
| 1. Jänner 1982    | Kärnten           | 0                          | + 1                 | 15                    | 84             |
| 1. Jänner 2012    | Steiermark        | 0                          | − 1                 | 15                    | 83             |
| 1. Jänner 2013    | Steiermark        | 0                          | − 3                 | 15                    | 80             |
| 1. Jänner 2017    | Niederösterreich  | 0                          | − 1                 | 15                    | 79             |
| heute             |                   |                            |                     | 15                    | 79             |

## Grafische Übersicht
Die Übersicht zeigt die heute bestehenden Statutarstädte und Bezirke in Österreich: